# Belarussische Botschaft Kiew
Die Belarussische Botschaft Kiew ist der Sitz der diplomatischen Vertretung der Republik Belarus in der Ukraine. Belarus nahm die diplomatischen Beziehungen zur Ukraine am 27. Dezember 1991 auf und die Botschaft nahm im Oktober 1993 die Arbeit auf.
Seit 2001 besteht in der südukrainische Stadt Odessa ein Generalkonsulat der Republik Belarus.

## Botschafter
Von 1993 bis 2001 war Vitaliy Wladimirowitsch Kurashiki der Belarussische Botschafter in der Ukraine und seit dem 15. Juni 2001 ist Waljentin Wladimirowitsch Wjelitschko (Валянцін Уладзіміравіч Вялічка) sein Nachfolger im Amt.

## Lage
Das Botschaftsgebäude ist ein denkmalgeschütztes Herrenhaus aus dem 19. Jahrhundert und befindet sich im Kiewer Stadtrajon Schewtschenko in der Mychaila-Kozjubynskoho-Straße (Вулиця Михайла Коцюбинського) Nummer 3.